# Haoua Kessely
Haoua Kessely (née le 2 février 1988 à Mantes-la-Jolie) est une athlète française, spécialiste du saut en longueur.

## Biographie
Elle remporte cinq titres de championne de France en salle : quatre au saut en longueur en 2009, 2011, 2012 et 2015, et un au triple saut en 2011.
En 2015, à Villeneuve-d'Ascq, elle remporte les championnats de France élite, son premier titre en plein air, avec un saut à 6,13 m. Elle conserve son titre l'année suivante à Angers avec 6,41 m.

## Palmarès
- Championnats de France d'athlétisme :
  - vainqueur du saut en longueur en 2015 et 2016
- Championnats de France d'athlétisme en salle :
  - vainqueur du saut en longueur en 2009, 2011, 2012 2015 et 2016
  - vainqueur du triple saut en 2011

## Records
| Épreuve          | Performance | Lieu          | Date            |
| ---------------- | ----------- | ------------- | --------------- |
| Saut en longueur | 6,58 m      | Pierre-Bénite | 10 juin 2016    |
| Triple saut      | 13,93 m     | Paris         | 10 juillet 2011 |